# Saperda
Saperda is een geslacht van kevers uit de familie van de boktorren (Cerambycidae). De wetenschappelijke naam van het geslacht werd voor het eerst geldig gepubliceerd in 1775 door Johann Christian Fabricius.

## Soorten
- Saperda bilabilis Newman, 1850
- Saperda mellancholica Montrouzier, 1855
- Saperda punctata Montrouzier, 1855
- Saperda alberti Plavilstshikov, 1915
- Saperda bacillicornis Pesarini & Sabbadini, 1997
- Saperda bilineatocollis Pic, 1924
- Saperda calcarata Say, 1824
- Saperda candida Fabricius, 1787
- Saperda carcharias (Linnaeus, 1758) - Grote populierenboktor
- † Saperda caroli Vitali, 2014
- Saperda cretata Newman, 1838
- † Saperda densipunctata Theobald, 1937
- Saperda discoidea Fabricius, 1798
- Saperda facetula Holzschuh, 1999
- Saperda fayi Bland, 1863
- Saperda florissantensis Wickham, 1916
- Saperda gleneoides Breuning, 1950
- Saperda hornii Joutel, 1902
- Saperda imitans Felt & Joutel, 1904
- Saperda inornata Say, 1824
- Saperda internescalaris Pic, 1934
- Saperda interrupta Gebler, 1825
- Saperda kojimai Makihara & Nakamura, 1985
- Saperda lateralis Fabricius, 1775
- Saperda maculosa Ménétriés, 1832
- Saperda messageei Breuning, 1962
- Saperda mutica Say, 1824
- Saperda nigra Gressitt, 1951
- Saperda obliqua Say, 1827
- Saperda octomaculata Blessig, 1872
- Saperda octopunctata (Scopoli, 1772)
- Saperda ohbayashii Podaný, 1963
- Saperda pallidipennis Gressitt, 1951
- Saperda perforata (Pallas, 1773)
- Saperda populnea (Linnaeus, 1758) - Kleine_populierenboktor
- Saperda punctata (Linnaeus, 1767)
- Saperda puncticollis Say, 1824
- Saperda quercus Charpentier, 1825
- † Saperda robusta (Schmidt, 1967)
- Saperda scalaris (Linnaeus, 1758)
- Saperda similis Laicharting, 1784
- Saperda simulans Gahan, 1888
- Saperda submersa Cockerell, 1908
- Saperda subobliterata Pic, 1910
- Saperda subscalaris Breuning, 1952
- Saperda tetrastigma Bates, 1879
- Saperda tridentata Olivier, 1795
- Saperda vestita Say, 1824
- Saperda viridipennis Gressitt, 1951